# جوش ويلسون (لاعب كرة قدم أمريكية)
جوش ويلسون (بالإنجليزية: Josh Wilson)‏ هو لاعب كرة قدم أمريكية أمريكي، ولد في 11 مارس 1985 في هيوستن في الولايات المتحدة.

## وصلات خارجية
- جوش ويلسون على موقع مرجع كرة القدم المحترفة.كوم (الإنجليزية)